# Alfred Grünberger
Alfred Grünberger (* 15. Oktober 1875 in Karlsbad, Österreich-Ungarn; † 25. April 1935 in Paris) war ein österreichischer Beamter, Politiker und Diplomat.

## Leben
Alfred Grünberger war Sohn eines Kurarztes und lernte schon in jungen Jahren mehrere Sprachen. Er studierte Jus an der Karls-Universität in Prag. 1898 trat er als Konzeptspraktikant bei der Statthalterei in Prag in den österreichischen Staatsdienst und wurde im Dezember 1898 aufgrund seiner Sprachkenntnisse der Ausstellungskommission für die Weltausstellung Paris 1900 unter Wilhelm Exner zugeteilt. Von 1901 bis 1918 war er Konzeptsbeamter im Handelsministerium und unterstand dort zeitweise Johann Löwenfeld-Russ. Als Löwenfeld-Russ im Oktober 1918 Staatssekretär für Volksernährung wurde, berief ihn dieser ins Staatsamt für Volksernährung, wo er Leiter der neugeschaffenen Auslandsgruppe wurde, die mit den Siegermächten des Ersten Weltkriegs und den neutralen Staaten über Lebensmittellieferungen nach Österreich verhandelte.
Von 9. Juli 1920 bis 20. November 1920 folgte Grünberger Löwenfeld-Russ als einstweiliger Leiter des Staatsamts für Volksernährung nach. Von 20. November 1920 bis zum 31. Mai 1922 leitete er das nun in Bundesministerium für Volksernährung umbenannte Ressort als Bundesminister.
Zusätzlich bekleidete er von 7. Oktober 1921 bis 31. Mai 1922 das Amt des Bundesministers für Handel und Gewerbe, Industrie und Bauten. Von 31. Mai 1922 bis 20. November 1924 war er während der Kanzlerschaft Ignaz Seipels Bundesminister für auswärtige Angelegenheiten und galt als Assistent Seipels. Grünberger stand der Christlichsozialen Partei nahe.
Von November 1925 bis Juni 1925 war er Erster Sektionschef im Außenministerium. Anschließend war er von 1925 bis 1932 Gesandter und bevollmächtigter Minister in Paris und Madrid. Der Tod Seipels löste seinen Rücktritt aus.
Ab 1932 war er Direktor einer französischen Industriegesellschaft in Paris.
Grünberger war verheiratet und hatte zwei Kinder.

## Ehrungen
- 1924: Großkreuz des Päpstlichen Ritterordens des heiligen Gregors des Großen[2]